# Динамический сетевой анализ
Динамический сетевой анализ (DNA) — это развивающаяся научная область, которая объединяет традиционный анализ социальных сетей, анализ связей, социальное моделирование и многоагентные системы в рамках науки о сетях.

## Обзор
Динамический сетевой анализ делится на два основных направления: статистический анализ сетевых данных и использование моделирования для решения проблем сетевой динамики. Сети DNA отличаются от традиционных социальных сетей тем, что они являются более крупными, динамичными, многорежимными сетями и могут содержать различные уровни неопределенности. Основное отличие DNA от анализа социальных сетей заключается в том, что первый учитывает взаимодействие социальных особенностей, обусловливающих структуру и поведение сетей. DNA связан с темпоральным анализом, но темпоральный анализ не обязательно связан с DNA, поскольку изменения в сетях иногда являются результатом внешних факторов, которые не зависят от социальных особенностей, обнаруживаемых в сетях. Один из самых заметных и ранних случаев использования DNA — это исследование в монастыре, где учёный делал снимки одной и той же сети с разных интервалов, наблюдал и анализировал эволюцию этой сети. Раннее исследование динамики использования связей в очень крупномасштабных сложных сетях предоставило доказательства динамической центральности, мотивов и циклов социальных взаимодействий.
Статистические инструменты DNA, как правило, оптимизированы для крупномасштабных сетей и допускают анализ нескольких сетей одновременно, в которых существует несколько типов узлов и несколько типов связей. Многоузловые мультиплексные сети обычно называются мета-сетями или многомерными сетями. В отличие от этого, статистические инструменты анализа социальных сетей фокусируются на единичных данных и облегчают анализ использованием только одного типа связи за один раз.
Статистические инструменты DNA предоставляют больше метрик для изучения пользователя, потому что они включают метрики, которые используют данные, полученные из нескольких сетей одновременно. Модели латентного пространства и агентное моделирование и другие формы моделирования часто используются для изучения динамических социальных сетей: как сети развиваются и адаптируются, а также влияния вмешательств на эти сети. С точки зрения компьютерного моделирования узлы в DNA подобны атомам в квантовой теории, и их можно рассматривать как вероятностные. Связи в сети не являются бинарными; во многих случаях они представляют вероятность того, что связь существует. В то время как узлы в традиционной модели сетевого анализа статичны, в модели DNA они обладают способностью к обучению. Свойства меняются со временем; узлы могут адаптироваться: например, сотрудники компании могут научиться новым навыкам и повысить свою ценность для сети. Изменения распространяются от одного узла к другому. DNA добавляет элемент эволюции сети и учитывает обстоятельства, при которых могут произойти изменения.

### Метасеть
Метасеть — это многорежимная, многозвенная, многоуровневая сеть. Многорежимность означает, что существует много типов узлов; например, узлы людей и местоположения. Многосвязность означает, что существует много типов связей; например, дружба и совет. Многоуровневость означает, что некоторые узлы могут быть членами других узлов, таких как сеть, состоящая из людей и организаций, и одним из её звеньев является отношение человека к организации, который является её членом. Простой вариант метасети включает в себя людей, задачи и ресурсы. Более детальный состав включает людей, задачи, ресурсы, знания и организации.

## Основные задачи динамического сетевого анализа
- Разработка метрик и статистических данных для оценки и выявления изменений внутри сети и между сетями
- Разработка и проверка моделей для изучения сетевых изменений, эволюции, адаптации, распада
- Разработка и тестирование теории сетевых изменений, эволюции, адаптации, распада[8].
- Разработка и валидация формальных моделей генерации и эволюции сетей
- Разработка методов визуализации сетевых изменений в целом или на уровне узлов или групп
- Разработка статистических методов для определения того, обусловлены ли различия, наблюдаемые с течением времени в сетях, просто различными выборками из распределения связей и узлов, или изменениями с течением времени лежащих в основе распределения связей и узлов
- Разработка процессов управления сетями
- Разработка алгоритмов изменения распределения связей в сетях с течением времени
- Разработка алгоритмов отслеживания групп в сетях с течением времени
- Разработка инструментов для извлечения из сетей или локализации различных источников данных, таких как тексты
- Разработка статистически достоверных измерений в сетях с течением времени
- Изучение надежности сетевых метрик при различных типах отсутствующих данных
- Исследование сетей как вероятностных временных вариативных явлений
- Прогнозирование изменений в существующих сетях
- Идентификация маршрутов во времени с учетом последовательности сетей
- Идентификация изменений критичности узлов с учетом последовательности сетей
- Изучение случайных блужданий во временных сетях[9]
- Количественная оценка структурных свойств контактных последовательностей, влияющих на динамические процессы в динамических сетях[10]
- Оценка скрытой деятельности[11] и теневых сетей[12]
- Анализ цитат[13]
- Анализ социальных сетей[14]
- Оценка систем здравоохранения[15]
- Анализ клинической безопасности[16]
- Оценка террористических группировок[17]
- Анализ распада социальных взаимодействий в социальных сетях[18]
- Визуализация крупных финансовых сетей с течением времени[19]
- Моделирование взаимодействий в школьных классах[20]